# Hans Carl zu Carolath-Beuthen

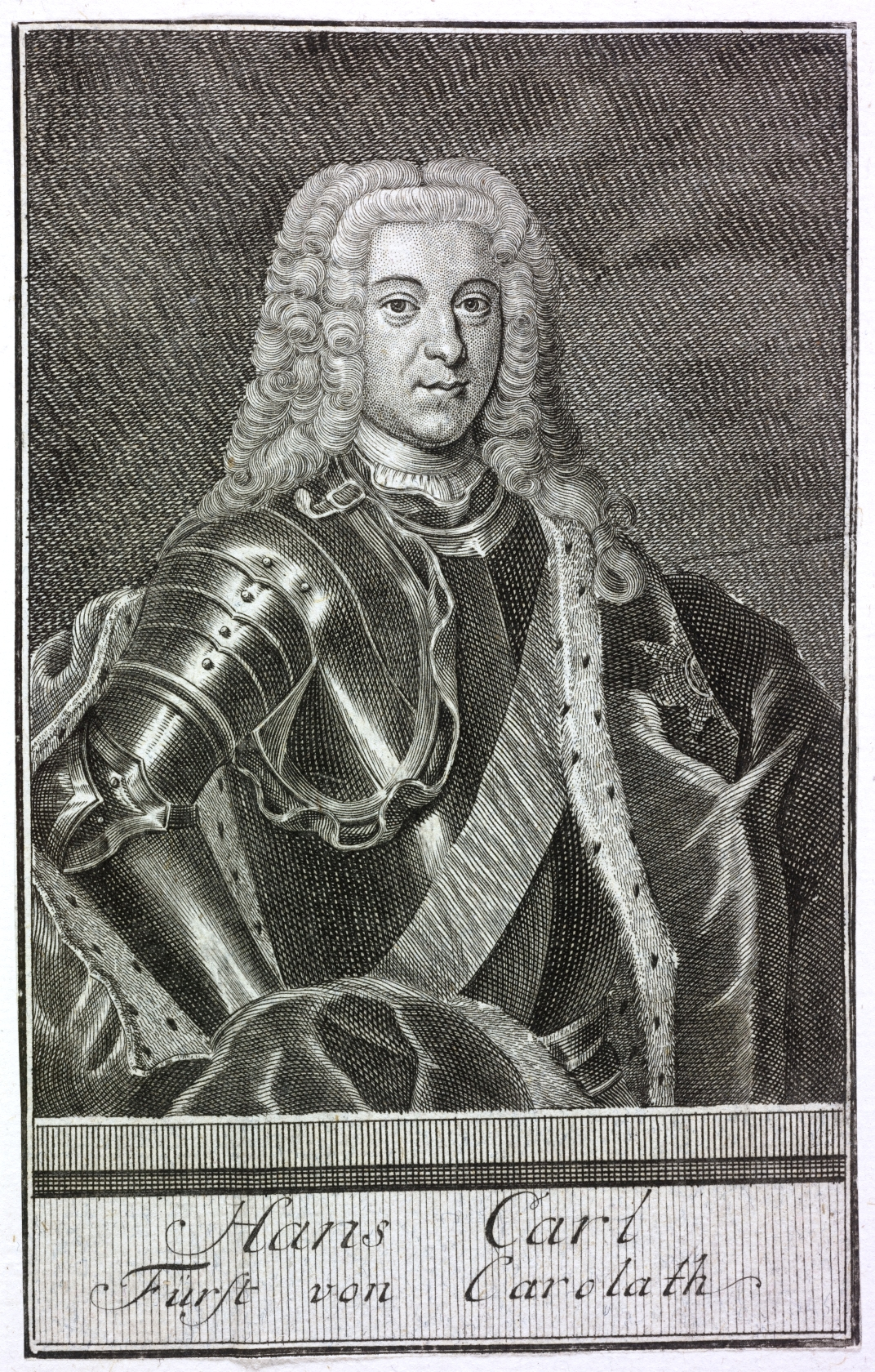
Hans Carl Fürst von Carolath, Stich von Johann Christoph Sysang

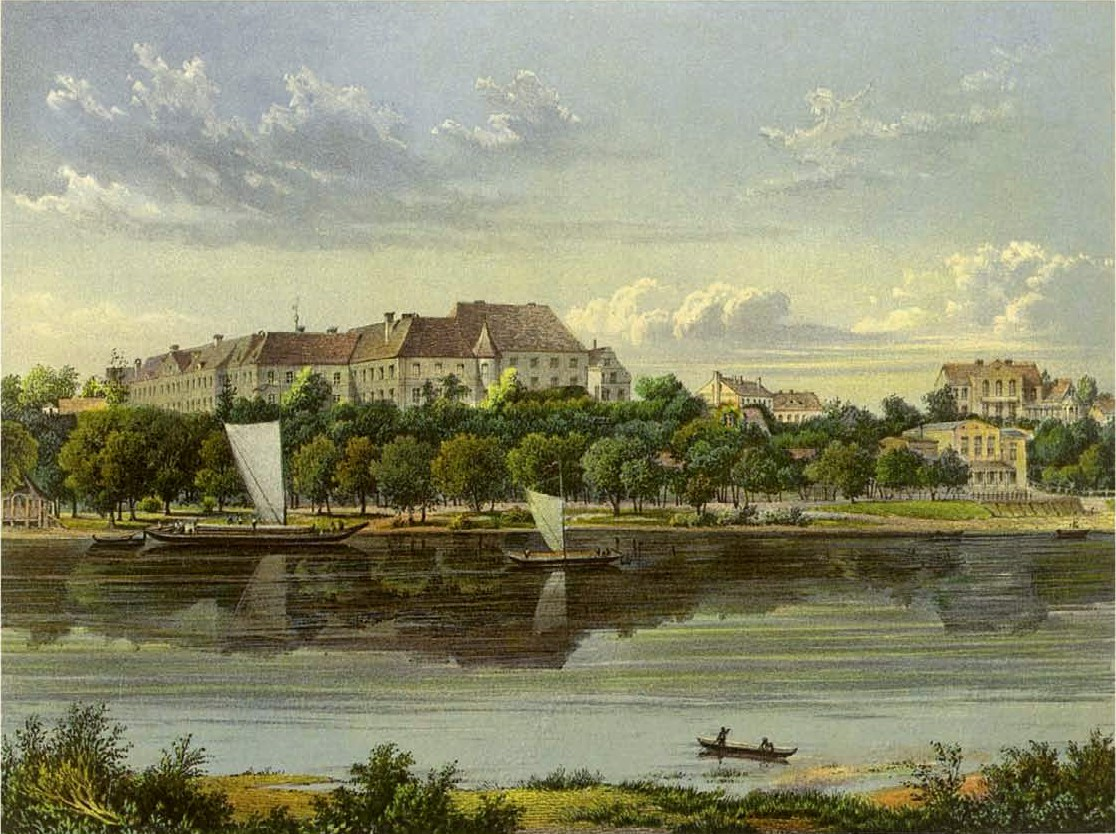
Schloss Carolath

Hans Karl Freiherr von Schoenaich (seit 1700 Reichsgraf, seit 1741 1. Fürst zu Carolath-Beuthen) (* 15. Juni 1689 in Carolath; † 11. Oktober 1763 auf Schloss Carolath) war ein freier Standesherr in Schlesien. Er war nach dem Übergang an Preußen erster Oberamtspräsident mit Sitz in Breslau.

## Herkunft und Ausbildung
Er stammte aus dem Geschlecht Schoenaich und war der zweitgeborene Sohn von Freiherr Hans Georg von Schoenaich und dessen Frau Ursula Mariane (geb. Gräfin von Roedern aus dem Haus Malmitz). Seinem Vater wurde 1697 für die Herrschaft Carolath-Beuthen von Kaiser Leopold I. das politische Privileg einer freien Standesherrschaft in Schlesien verliehen. Im Jahr 1700 erhielt dieser auch den erblichen Reichsgrafentitel.
Der Vater starb schon 1700 und der erstgeborene Bruder war kurz nach der Geburt verstorben. Daher war Hans Karl Erbe der Standesherrschaft. Bis zur Volljährigkeit wurde der Besitz von den Brüdern des Vaters verwaltet.
Zu Beginn seiner Ausbildung besuchte er die Friedrichsschule in Frankfurt an der Oder. Danach trat er eine ausgedehnte Grand Tour durch das heutige Belgien, Niederlande, Italien, Deutschland und England an. Von dieser kehrte er 1709 nach Carolath zurück. Nach seiner Volljährigkeit leistete er 1710 dem Kaiser am Sitz des Oberamtes in Breslau seinen Huldigungseid.

## Leben
In der Folgezeit kümmerte er sich vorwiegend um seine Herrschaft und führte zur Ertragssteigerung einige Neuerungen ein. Außerdem widmete er sich juristischen Studien, beschäftigte sich mit den „schönen Wissenschaften“ und der Musik.
Im Jahr 1715 heiratete Hans Karl von Schoenaich Gräfin Amalie zu Dohna-Schlodien (1692–1761), die älteste Tochter des Burggrafen Christoph I. zu Dohna-Schlodien. Neben dem Erben Johann Karl Friedrich (1716–1791) entstammten der Ehe noch weitere drei Söhne und vier Töchter.
Er erwarb 1720 unweit seiner Besitzungen die Güter Padligar und Ostreritz. In den folgenden zwanzig Jahren lebte er überwiegend auf Schloss Padligar. Einer der Gründe war, dass er dort seinen reformierten Glauben ohne Einschränkungen leben konnte. Trotz seiner Konfession gelang es ihm 1730 auch mit Hilfe von erheblichen Geldzahlungen den Titel eines kaiserlichen Geheimen Rates zu erlangen.
Gleichwohl stand Schoenaich allein schon wegen desselben Glaubens dem Hof in Berlin näher als dem in Wien. Nach der Eroberung Schlesiens durch Friedrich II. war von Schoenaich einer der ersten bedeutenden schlesischen Magnaten, die dem preußischen König huldigten.
Zum Dank erhob Friedrich II. Hans Karl von Schoenaich 1741 zum Fürsten. Die Standesherrschaft Carolath-Beuthen wurde Fürstentum.
Friedrich II. hat nach der Inbesitznahme Schlesiens die Verwaltungsstrukturen stark verändert. Eine zentrale Rolle spielten dabei die Oberamtsregierungen in Breslau und Glogau. Erster Präsident der Regierung in Breslau und Oberfürstenrechtspräsident wurde Hans Karl zu Carolath-Beuthen. Diese Position war allerdings eher eine Ehrenstellung, da das eigentliche Tagesgeschäft von anderen Personen durchgeführt wurde. Er war aber auch Oberkonsistorialpräsident von Breslau und hatte damit erheblichen Einfluss auf das kirchliche Leben. Darüber hinaus hat er versucht, die Kriegsschäden, die seinen Untertanen entstanden waren, durch die Einführung von Depositenkassen zu lindern. Später gelang es ihm, Familiengüter, die seit 1651 von den Jesuiten behauptet worden waren, gegen den Willen von Maria Theresia und der zögerlichen Haltung von Friedrich II. zurückzugewinnen.

## Familie
Hans Karl von Schoenaich heiratete im Jahr 1715  Amalie zu Dohna-Schlodien (1692–1761), die älteste Tochter des Burggrafen Christoph I. zu Dohna-Schlodien. Der Ehe entstammten folgende Kinder:
- Johann Carl Friedrich (1716–1791) ⚭ Prinzessin Johanna Wilhelmine von Anhalt-Köthen
- Amelie Maria Annah (* 12. Juni 1718; † 22. März 1790) ⚭ Graf Heinrich Leopold von Reichenbach-Goschütz (1705–1775)
- Fabian Heinrich  (* 27. Oktober 1719; † 24. Januar 1737)
- Friederike Charlotte (* 30. September 1720; † 11. Juli 1741) ⚭ Graf Heinrich Leopold von Reichenbach-Goschütz (1705–1775)
- Wilhelmine  (* 5. Januar 1722; † 25. Januar 1781)
- Hans Gottlob  (* 27. Februar 1726; † 5. Dezember 1803) ⚭ Gräfin Sophie Amalie zu Dohna-Schlodien (* 13. Juli 1728; † 16. Dezember 1793)[1]
- Carl Emil (* 31. Oktober 1724; † 26. März 1781)

⚭ Gräfin Sophie Charlotte von Reichenbach (* 16. Juli 1743; † 25. Oktober 1794)
⚭ Antoinette von Seherr-Thoss (* 24. September 1747)
- Caroline  (* 28. Juni 1727; † 18. Dezember 1762) ⚭ Graf Johannes Erdmann von Promnitz-Pless
- Sophie Luise  (* 22. August 1728; † 16. Mai 1778) ⚭ Christoph Belgicus, Burggraf und Graf zu Dohna-Lauck (1715–1773)
- Marie Eleonore (* 31. August 1729; † 31. August 1789) ⚭ Burggraf Christoph III. zu Dohna-Schlodien (1725–1781)
- unbekannt